# هاكنتوش

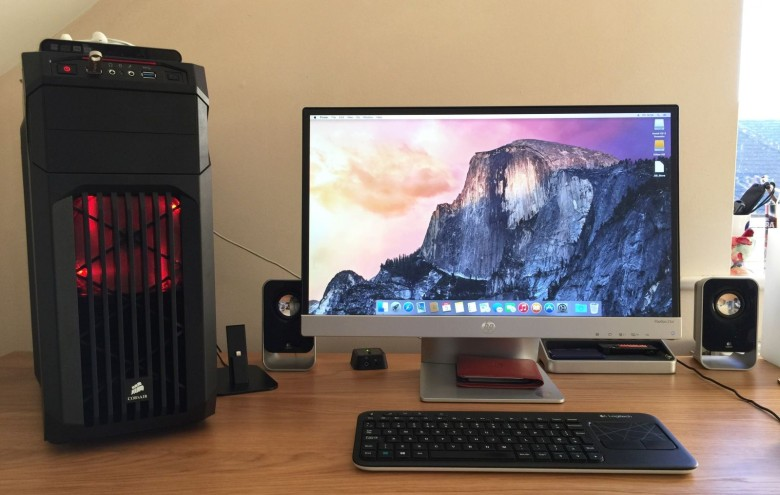

هاكنتوش (أيضا يطلق عليه:OSx86) هو مشروع قرصنة عالمي غير ربحى بالتعاون بين آلاف المطورين يهدف إلى تشغيل نظام تشغيل أبل ماك أو إس إكس على أجهزة الحاسب الشخصي بي سي العادية التي لم تصنع من قبل أبل بهدف استخدامه.
بدء المشروع عام 2005 عندما اعلنت أبل استبدال معالجات اجهزتها من باور بي سي إلى إنتل بمعمارية x86 حيث فتح الباب امام المطورين لتحقيق المستحيل بتثبيت وتشغيل النظام لأول مرة على أجهزة حاسب شخصي عادية مصممة لويندوز.

## البداية الحقيقية لهذه الأنظمة
في مؤتمر أبل للمطورين عام 2005 أعلنت أبل انها ستقوم بتحويل معالجات اجهزتها من معالجات PowerPC لمعالجات Intel, بعدها ظهرت المحاولات الجدية في تعديل نسخ من أنظمة Mac للتتوافق مع أجهزة PC (الأجهزة الأخرى غير Apple تسمى PC) بصنع تعاريف للهاردوير الذي لم تدعمه Apple وحذف بعض اكواد وتجارب مريره، في النهاية وصلو لنسخ متداولة حاليا في اوساط التقنيين تعمل بشكل جيد مع الأجهزة العادية PC.

## قضايا أبل مع شركات الهاكنتوش
شركة أبل تمنع ان يتم تثبيت نظامها على غير اجهزتها، خلافا لهذا قامت شركات مثل بايستار وبيرسي بإنتاج أجهزة تملك أنظمة ماك. قامت أبل برفع قضايا، وكسبت قضيتها الأخيرة عام 2009 المرفوعة ضد شركة بايستار.

## أول نسخة من ماك تم تعديلها وتداعياتها
أول نسخة تم إضافة معالجات إنتل لها كانت ماك اوس تن 10.4.4 فبعدها وفي 14 فبراير 2006 قام مبرمج يسمي نفسه maxxuss بإطلاق نسختة هاكنتوش منها، بعدها وخلال ساعات فقط ! قامت أبل بإطلاق التحديث 10.4.5، الذي تم كسره خلال اسبوعين فقط من نفس المبرمج !.
في 3 أبريل 2006 قامت أبل بإطلاق تحديثها 10.4.6، تم بعدها خلال اسبوعين إطلاق تعديلات لكسر الحماية وتنزيل هذه التحديثات لأنظمة الهاكنتوش لكنها لاتشمل الكيرنل المعدل. جميع التعديلات وحتى نسخة 10.4.8 كانت تعتمد على الكيرنل 10.4.4.
النسخ الجديدة تم تطويرها لتعمل على كيرنلات احدث، لكن أبل قامت بعمل حماية أكبر بحيث تمنع (تقريبا) تثبيت النظام على الأجهزة الداعمة فقط لـ SSE2 (مثل أجهزة بنتيوم 4 القديمة) وركزت على SSE3.